# Cratere Comas Sola
Comas Sola  è un cratere sulla superficie di Marte.